# Charles Joseph Jean van der Sluyse
Charles Joseph Jean van der Sluyse (Antwerpen, 19 januari 1755 - aldaar, 29 april 1810) was een neoclassicistisch schilder in de zuidelijke Nederlanden. 
Zijn geboortenaam is echter Karel Jozef Jan de Heusden van der Sluyse. (ook wel Sluysen) Bijgevolg staat in bronnen vaak foutief vermeld, dat hij afkomstig zou zijn uit Heusden.

## Leven en werk
Van der Sluyse studeerde in 1768 af aan de Koninklijke Academie voor Schone Kunsten in Antwerpen. In 1780 was hij een van de vier adjunct-hoogleraren van deze opleiding. In 1784 werd hij benoemd tot directeur van schilderakademie ter vervanging van André Corneille Lens, die voor een langere tijd in Brussel verbleef. Tegenwoordig heeft Het M - Museum in Leuven een aantal schilderijen van Van der Sluyse in haar collectie. Het betreffen onder andere negen religieuze voorstellingen, die in opdracht gemaakt werden voor het voormalige Sint-Pieters Hospitaal in Leuven, en twee andere vergelijkbare opdrachten.

## Links
- Biografische gegevens bij het RKD-Nederlands Instituut voor Kunstgeschiedenis
- Biografieën, werken en teksten bij de Digitale Bibliotheek voor de Nederlandse Letteren (dbnl)
- Profiel op Dictionnaire des peintres belges

- Biografisch Portaal: 40220869
- Digitale Bibliotheek voor de Nederlandse Letteren: sluy010
- RKD-Nederlands Instituut voor Kunstgeschiedenis: 300075